# Mysen

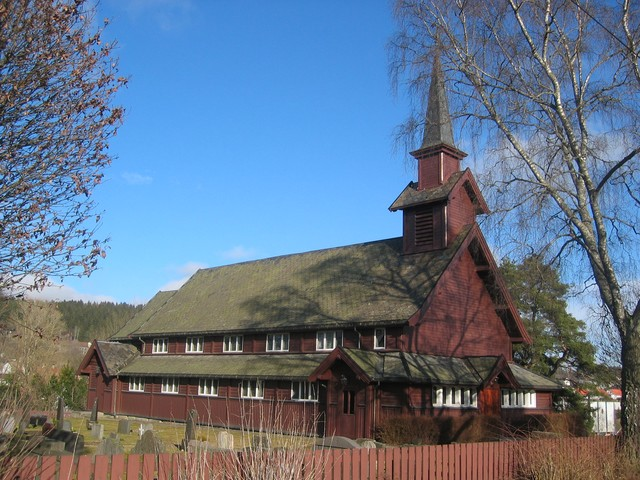
Iglesia de Mysen

Mysen es un pueblo y centro administrativo del municipio de Eidsberg, en la provincia de Østfold, Noruega. Su población en 2014 era de 6412 habitantes.
Toma su nombre de la granja Mysen (en nórdico antiguo: Mysin, de Mosvin), donde fue construida originalmente. El primer elemento del nombre es mosi, que significa «pantano», y el último elemento es vin, que significa «pradera».

## Personajes famosos
- Jan Garbarek, músico de jazz.